# Florent Laville
Florent Laville (* 7. August 1973 in Valence) ist ein ehemaliger französischer Fußballspieler.

## Karriere
Laville, der in seiner Jugend bei Olympique Lyon ausgebildet wurde, war 20 Jahre alt, als er zu Beginn des Jahres 1994 erstmals für die Erstligamannschaft des Klubs auflief. Anschließend schaffte er den Sprung zum Stammspieler in einem Team, das 1995 den zweiten Tabellenrang erreichte, was dem Spieler zugleich seine ersten Erfahrungen im europäischen Wettbewerb einbrachte. Ein Jahr darauf scheiterte der Klub im Finale der Coupe de la Ligue am FC Metz, womit Laville einen möglichen ersten Titel verpasste.
Im selben Jahr wurde er zu den Olympischen Spielen 1996 eingeladen; im Fußballturnier gelang ihm mit der französischen Auswahl der Weg bis ins Viertelfinale, das allerdings das Ausscheiden in einem Turnier mit sich brachte, in dem Laville nicht über einen Einsatz in der Gruppenphase hinausgekommen war.
Vereinsintern besetzte er weiter einen Stammplatz, bis er sich im Verlauf der Spielzeit 2000/01 eine schwerwiegende Knieverletzung zuzog. Nachdem er sich von dieser erholt hatte, war die um den Schweizer Patrick Müller gewachsene Konkurrenz stärker als zuvor, sodass er dauerhafte Schwierigkeiten hatte, in die erste Elf zurückzukehren. Dies gelang ihm nicht, weswegen er an der Meisterschaft 2002 mit nicht mehr als 13 Einsätzen beteiligt war; ein Jahr zuvor hatte er mit dem Gewinn der Coupe de la Ligue einen weiteren Erfolg feiern können.
Im Januar 2003 wurde er angesichts seiner weiterhin schwierigen Situation in Lyon an den englischen Erstligisten Bolton Wanderers abgegeben. Zunächst lief er dort regelmäßig auf, verletzte sich dann aber wieder und erholte sich danach schlecht, sodass er im Februar 2005 an den Zweitligisten Coventry City verliehen wurde. Laville kehrte im Sommer 2005 nicht nach Bolton zurück, sondern zog einen Wechsel in die zweite französische Liga vor, als er beim korsischen Klub SC Bastia unterschrieb. In Bastia besetzte er einen Stammplatz, bis er sich im September 2006 einer Halswirbeloperation unterziehen musste und nicht wieder in den Spielbetrieb zurückkehrte. Im Frühjahr 2007 verkündete er mit 33 Jahren offiziell das Ende seiner Laufbahn.